# SAG-Gruppe
Die SPIE SAG GmbH (zuvor SAG-Gruppe) ist seit 2017 eine Tochtergesellschaft von SPIE Deutschland & Zentraleuropa.
Innerhalb von SPIE Deutschland & Zentraleuropa werden die Leistungen "Transmission & Distribution" von der SPIE SAG GmbH erbracht.

## Geschichte

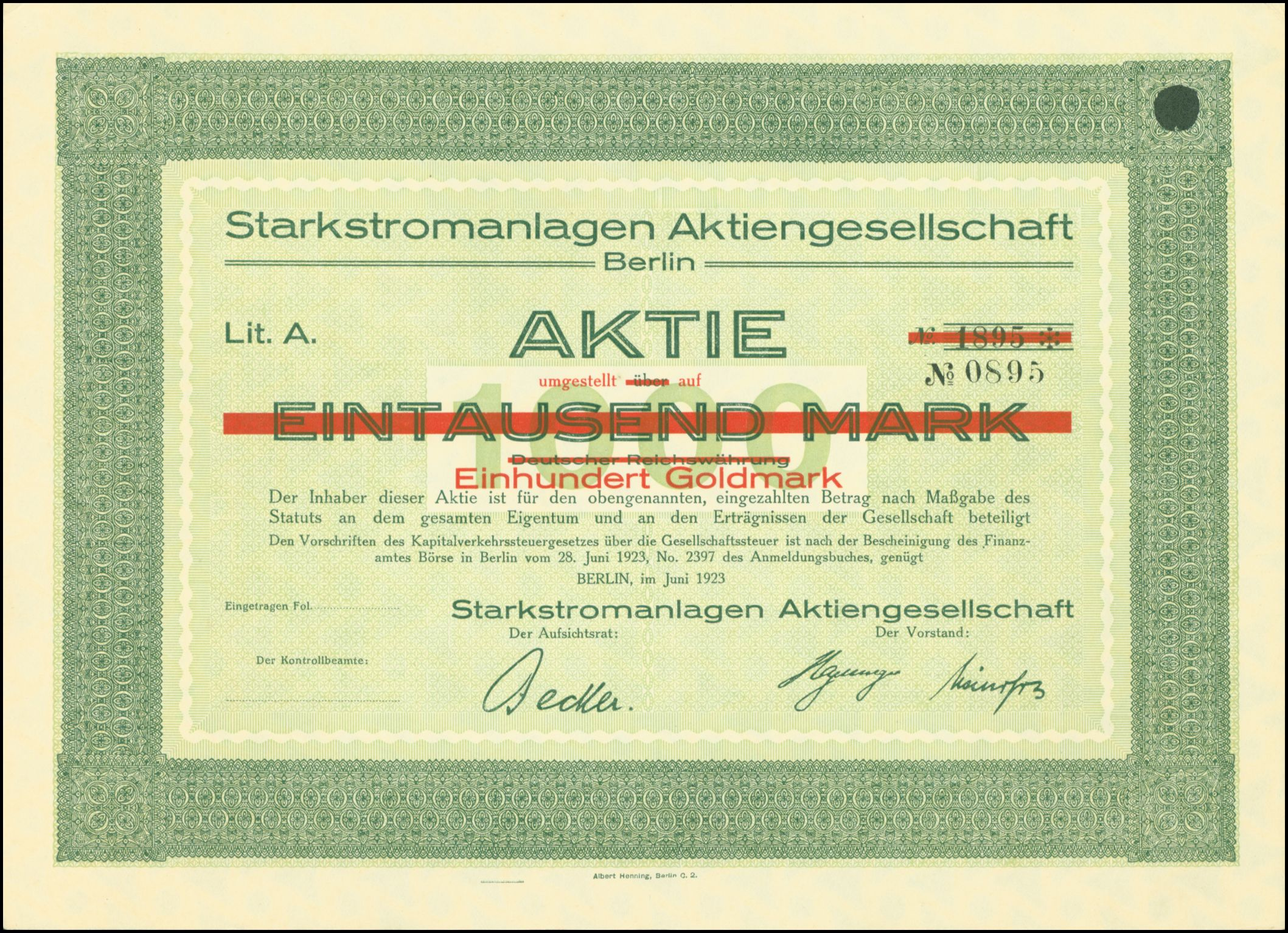
Aktie über 1000 Mark der Starkstromanlagen AG vom Juni 1923, umgestellt auf 100 Goldmark

Am 11. August 1916 wurde die Starkstromanlagen Aktiengesellschaft (SAG) durch die Eisenbahnbau-Gesellschaft Becker & Co. (Berlin) gegründet. Das Unternehmen war eine hundertprozentige Tochter der Mannheimer Aktiengesellschaft für Energiewirtschaft (AfE), die wiederum zu gleichen Teilen der Rheinisch-Westfälische Elektrizitätswerke AG (RWE) und der Elektrizitäts-AG vormals W. Lahmeyer & Co. gehörte.
Mit der Gründung der Banater Elektrizitäts-Aktiengesellschaft in Pančevo (Jugoslawien) 1923 expandierte die SAG ins Ausland. Das internationale Engagement endete jedoch vorläufig nach wenigen Jahren in der Weltwirtschaftskrise. Zwischen 1931 und 1933 musste die SAG einen Großteil ihrer Mitarbeiter entlassen. 1935 fusionierte die SAG mit der Bayrischen Aktiengesellschaft für Energiewirtschaft (Bafe), wodurch sich der Schwerpunkt der Geschäftstätigkeit vom Installations- und Ortsnetzbau auf den Bau von Hochspannungs- und Freileitungen verlagerte. Um den Zerstörungen des Zweiten Weltkriegs und den zunehmenden Bombenangriffen auf Berlin zu entgehen, verlagerte die Starkstromanlagen AG ihren Firmensitz 1943 ins bayrische Landshut.
Mitte der 1950er Jahre wurde die Starkstromanlagen Aktiengesellschaft in die Starkstrom-Anlagen GmbH, Landshut (SAG) umfirmiert. Die Führungsspitzen von SAG, Rheinelektra-Starkstromanlagen GmbH, Mannheim (RSG) und Lahmeyer-Starkstromanlagen GmbH, Frankfurt (LSG) schlossen einen Gemeinschaftsvertrag, der neben einer Rationalisierung der Verwaltung vor allem Synergieeffekte beim Ausbau des Kerngeschäfts brachte. Von 1957 bis 1962 übte der Firmenverbund seine Tätigkeit unter dem Namen Starkstromanlagen-Gemeinschaft zunächst als Gesellschaft bürgerlichen Rechts, seit Ende 1957 dann als oHG aus. 1957 erwirtschaftete der Verbund mit 4.000 Mitarbeitern 57 Millionen DM. Die Zahl der Mitarbeiter stieg bis 1962 im Zuge der hohen Investitionen der Energiewirtschaft auf 6.200 an. Aufgrund des großen wirtschaftlichen Erfolges des Firmenverbundes, fusionierten die Baugesellschaften von Rheinelektra und Lahmeyer zum 1. Januar 1963 mit der SAG unter dem gemeinsamen Namen Starkstromanlagen-Gemeinschaft mbH. Der Firmensitz wurde von Landshut nach Frankfurt verlegt. 1969 wurde der Name erneut geändert in Starkstrom-Anlagen-Gesellschaft. Die SAG war nun das größte Spezialunternehmen Deutschlands für den Bau von Freileitungen, Schaltanlagen und Ortsnetzen.
1993 übernahm die SAG die österreichische Schrack Anlagentechnik AG, Wien und 1994 die französische Vigilec-Gruppe. Im gleichen Jahr erwarb die SAG eine Mehrheitsbeteiligung an der polnischen Elbud Gdańsk Holding S.A., ebenso an der tschechischen EMG ELEKTRO Milfait-Glatter spol.s.r.o. 2001 übernahm die SAG schließlich 100 Prozent. 1997 erwarb die SAG eine 30-prozentige Beteiligung an dem italienischen Montageunternehmen Nadal Antonio S.r.l. und gründete in Ungarn die SAG Magyarország Kft.
1999 wurde die SAG mit der Einbringung der NUKEM Gruppe und einiger Geschäftsfelder der Lahmeyer AG in eine Aktiengesellschaft unter dem Namen TESSAG Technische Systeme & Services AG umgewandelt. Mit der Verschmelzung der Lahmeyer AG in die RWE AG im Februar 2000 wurde die TESSAG eine direkte Tochtergesellschaft und hieß ab 2001 RWE Solutions AG. Obwohl SAG damit ein Teil der RWE Gruppe im Bereich RWE Energy war und in den Folgejahren von der Nähe zu diesem großen Kunden profitierte, trat das Unternehmen weiterhin am Markt unter der Marke SAG auf.
Im Rahmen der Konzentration auf das Kerngeschäft leitete die RWE 2005 den Verkaufsprozess für die RWE Solutions AG ein. Der amerikanische Investor Advent International übernahm die Gesellschaften im Juni 2006 und löste die SAG-Gruppe als zusammenhängende Einheit aus dem Verbund heraus. Im selben Jahr fusionierten die SAG Energieversorgungslösungen, die SAG Netz- und Energietechnik sowie die SAG Holding GmbH zur SAG GmbH mit Sitz in Langen. Ab Februar 2008 gehörte die SAG Gruppe zum Portfolio des schwedischen Finanzinvestors EQT.
Im Dezember 2016 leitete EQT den Verkauf der SAG an den französischen Konzern SPIE ein der am 31. März 2017 abgeschlossen wurde.
Das Unternehmen ist in den Bereichen Stromnetze, Gasnetze, Wassernetze und Kommunikationsnetze sowie Anlagen und Systeme rund um die Erzeugung, Bereitstellung und Anwendung von Energie und Daten tätig.